# Qaraçuxur
Qaraçuxur (azerbajdzjanska: Qaraçuxur, tidigare ryska: Гарачухур: Garatjuchur) är en ort i Azerbajdzjan.   Den ligger i distriktet Baku, i den östra delen av landet, 7 km öster om huvudstaden Baku. Qaraçuxur ligger 51 meter över havet och antalet invånare är 72 989. Den ligger vid Bülbülä-sjön.
Terrängen runt Qaraçuxur är huvudsakligen platt. Qaraçuxur ligger uppe på en höjd. Runt Qaraçuxur är det tätbefolkat, med 982 invånare per kvadratkilometer.. Närmaste större samhälle är Baku, 7,2 km väster om Qaraçuxur. 
Trakten runt Qaraçuxur består i huvudsak av gräsmarker.